# Sphaceloma terminaliae
Sphaceloma terminaliae är en svampart som beskrevs av Bitanc. 1937. Sphaceloma terminaliae ingår i släktet Sphaceloma och familjen Elsinoaceae.   Inga underarter finns listade i Catalogue of Life.